# Troprsti galeb (rod ptica)
Troprsti galeb (lat. Rissa) je rod morskih ptica iz porodice galebova kojeg čine dvije usko povezane vrste, crnonogi troprsti galeb i crvenonogi berinški galeb, Rissa brevirostris. Engleski nazivi "crnonogi" i "crvenonogi" kittiwake, koriste se za razlikovanje dviju vrsta u Sjevernoj Americi, ali u Europi, gdje Rissa brevirostris ne živi, crnonoga vrsta često je poznata jednostavno pod nazivom kittiwake. Ime je izvedeno iz glasanja ptice, kreštavog 'kittee-wa-aaake, kitte-wa-aaake'. Ime roda Rissa potječe od islandskog imena Rita za crnonoge Rissa tridactyla.

## Vrste
| Odrasla ptica | Ptić | Latinski naziv                  | Ime            | Rasprostranjenost |
| ------------- | ---- | ------------------------------- | -------------- | --- |
|               |      | Rissa tridactyla Linnaeus, 1758 | troprsti galeb | Jedna je od najbrojnijih morskih ptica. Kolonije mogu se naći u Tihom oceanu od Kurilskih otoka, oko obale Ohotskog mora kroz Beringovo more i Aleutsko otočje do jugoistočne Aljaske te u Atlantiku od zaljeva Svetog Lovre preko Grenlanda i obale Irske do Portugala, kao i na visokim arktičkim otocima. Zimi se domet širi dalje prema jugu i prema moru. |
|               |      | Rissa brevirostris Bruch, 1853  | Berinški galeb | Vrlo ograničen raspon u Beringovom moru, živi samo na Pribilofskim otocima, te otocima Bogoslof i Buldir u SAD-u i Komandorskim otocima u Rusiji. Na tim otocima dijeli stanište (litice) s Rissa tridactyla, iako postoji određena lokalizirana segregacija između vrsta na određenim liticama.                                                               |